# Трихални ступањ организације
Трихални ступањ организације се сматра најпростијим код вишећелијских алги. Талус им је у облику негранатог или гранатог конца који слободно плива или је причвршћен за подлогу (сесилан). Може да постоји један конац или се више њих удружује. Овај талус гради већи број ћелија које чине низ и које настају узастопним трансверзалним деобама. Уколико су те ћелије међусобно исте, ради се о хомоцитном талусу, али ако постоји диференциран вршни део који представља зону деобе ћелија, онда је такав талус хетероцитан.